# Російський цвинтар Кокад
Російський цвинтар Кока́д (фр. Cimetière russe de Caucade) — російський православний некрополь на західній околиці Ніцци. Є другим за розмірами російським цвинтарем у Франції після паризького Сен-Женев'єв-де-Буа. На ньому поховано більш як три тисячі росіян.

## Історія
Цвинтар Кокад відкритий у 1867 році, спочатку мав назву Миколаївський. Землі для церкви та цвинтаря Кокад на вулиці Лоншан, російська влада купили у 1867 році задля облаштування артилерійської батареї, але згодом передана для облаштування цвинтаря.
Після революції церква та цвинтар перейшли під контроль місцевої російської громади, яка належить до екзархату православних російських церков у Західній Європі (Константинопольський патріархат). Ця громада майже 90 років керувала Свято-Миколаївським собором у Ніцці — найбільшим православним храмом в Західній Європі. Але у 2013 році, після довгих судових суперечок, собор остаточно перейшов під управління РПЦ.
5 лютого 2016 року місцева влада видала мандат на управління цвинтарем Корсунській єпархії Московського патріархату. З чим незгодна місцева російська громада, тривають суди.

## Видатні особистості, що поховані на цвинтарі
- Бобринський Олексій Олександрович — російський археолог, політичний і державний діяч, праправнук імператриці Катерини II і її фаворита Г. Г. Орлова.
- Голенищев Володимир Семенович — російський єгиптолог
- Володимир Жемчужников — один з творців Козьми Пруткова
- Філіп Малявін — російський художник
- Сабанєєв Леонід Леонідович — російський композитор
- Щербачов Дмитро Григорович — російський генерал білого руху
- Юденич Микола Миколайович — російський генерал білого руху
- Трепов Федір Федорович (молодший) — російський генерал-губернатор
- Олександр Раєвський — учасник  Вітчизняної війни 1812 року і закордонних походів, полковник.